# 庄知彦
庄 知彦（しょう ともひこ）は、日本のゲームデザイナー。コーエーテクモゲームス執行役員。

## 略歴・人物
1996年、株式会社光栄に入社（現株式会社コーエーテクモゲームス）。
新人のときに、PlayStation版『三國無双』の開発チームに配属される。このときの開発チームが以降ω-Forceと名乗るようになり、そのときのメンバーである鈴木亮浩、小笠原賢一、鯉沼久史とともに、ω-Forceの中核メンバーになっている。
『真・三國無双』で、アクション、ステージ、UIを担当。『真・三國無双2』でメインプランナーになって以降『真・三國無双5』まで、真・三國無双シリーズのゲームデザイン、ディレクションを行った。『ドラゴンクエストヒーローズ』からは、スクウェア・エニックスとの共作タイトルも手がけている。
お菓子作り、武術が趣味。
自己紹介にて、「コーエーテクモゲームスで一番いい男（自称）」と名乗るのが定番のネタとなっている。

## 作品
- 1997年 - 『三國無双』アクション担当補
- 1998年 - 『デストレーガ』アクション担当
- 1999年 - 『ジルオール』戦闘パートヘルプ
- 2000年 - 『真・三國無双』アクション／ステージ／UI担当
- 2001年 - 『真・三國無双2』リードプランナー
- 2003年 - 『真・三國無双3』リードプランナー
- 2003年 - 『真・三國無双3 猛将伝』リードプランナー
- 2005年 - 『真・三國無双4』リードプランナー
- 2005年 - 『真・三國無双4 猛将伝』プランナー
- 2007年 - 『真・三國無双5』ディレクター
- 2008年 - 『That'sQT』ディレクター
- 2010年 - 『トリニティ ジルオール ゼロ』ディレクター
- 2011年 - 『真・三國無双 NEXT』ディレクター
- 2015年 - 『ドラゴンクエストヒーローズ 闇竜と世界樹の城』ディレクター（スクウェア・エニックスと共作）
- 2016年 - 『ドラゴンクエストヒーローズII 双子の王と予言の終わり』ディレクター（スクウェア・エニックスと共作）
- 2016年 - 『ベルセルク無双』ヘルプ
- 2018年 - 『ドラゴンクエストビルダーズ2 破壊神シドーとからっぽの島』プロデューサー（スクウェア・エニックスと共作）
- 2019年 - 『無双OROCHI3 Ultimate』プロデューサー／ディレクター
- 2022年 - 『刀剣乱舞無双』プロデューサー（DMM GAMESとニトロプラスと共作）
- 2023年 - 『ドラゴンクエスト　チャンピオンズ』チーフディレクター（スクウェア・エニックスと共作）
- 2023年 - 『Fate/Samurai Remnant』プロデューサー[6]（TYPE-MOONとアニプレックスと共作）
- 2025年 - 『真・三國無双 ORIGINS』プロデューサー